# Lázár deák

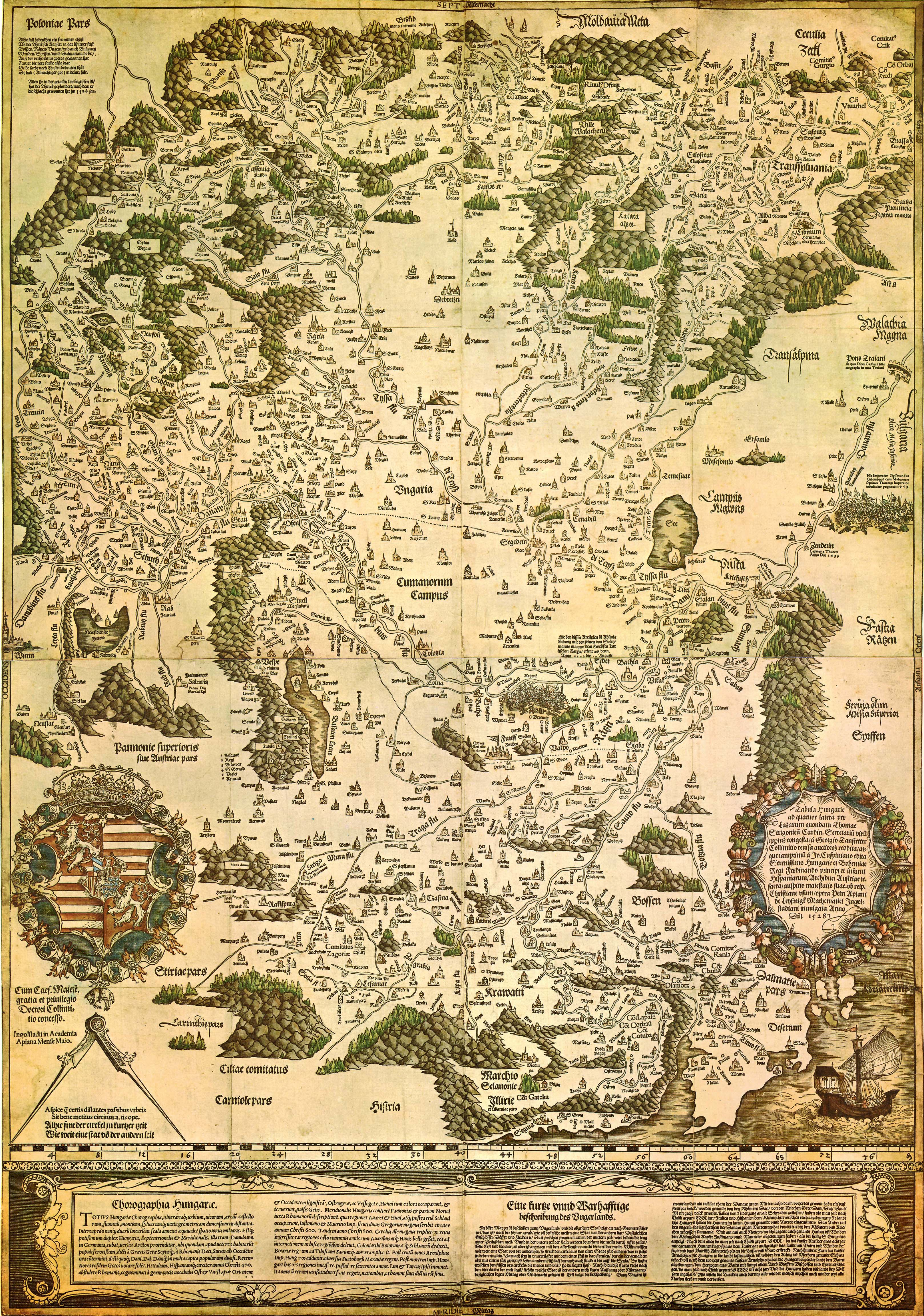
A Tabula Hungarie

Lazarus vagy Lázár titkár (Lazarus secretarius, azaz Lázár keresztnevű titkár; 16. század) a Tabula Hungariae, a Magyar Királyságról készült első fennmaradt nyomtatott térkép készítője. A térkép értéke abból adódik, hogy az egyedüli helyzetképét adja a török megszállás előtti országnak.

## Élete
Nem tudjuk, hogy mikor és hol született, és arról sincs adatunk, hogy mikor és hol halt meg. Ezért joggal vélhető, hogy Lázár a maga korában nem lehetett olyan társadalmi helyzetű személy, aki kortársai érdeklődését magára vonhatta volna.
Foglalkozásáról a források csak az tartották szükségesnek lejegyezni, hogy secretarius, azaz „titkár” volt és Bakócz Tamás (1442–1521) esztergomi érsek idején és környezetében élt és működött. Bakócz a 16. század elején Magyarországon egyszerre töltötte be a legmagasabb egyházi (prímás, esztergomi érsek, konstantinápolyi pátriárka) és világi (fő- és titkos kancellár) méltóságot is. Bakócz személyi titkárait név szerint ismerjük. Abban a korban, amikor mindenkit szigorúan „rendi” státusza szerint kellett megszólítani, az egyszerű secretarius megjelölés inkább világi személyt takarhatott.
A források szerint Lázár nem végezhetett egyetemet sem, mivel akkor őt magisterként kellett volna megszólítani. Csak „hozzáértő” ember volt, tanulmányait a mai középfokú oktatásnak megfelelő iskolák keretei között végezhette, azaz deák volt. Így nevezték abban a korban a latinos műveltségű, gyakorlati tudományokban jártas egyéneket.
Lázár "deákot" a források magyarként említik, és ezt térképének névanyaga is  megerősíti. Az „é” hangot „ee”-vel jelölte, például Ezeek, Zeek, Zeeplak stb., az „ö” hangot pedig „ew„-vel: Fewdwar, Gew, Eskew, Ewsi, Fewldeak, Tertzew, Besenew stb. A Tabula Hungarie helyneveinek feldolgozása során azt is megfigyelték, hogy a „c” hangot esetenként a „tz” betűk jelölik, például Adatz, Agatz, Bakotza stb. Ez a helyesírási sajátosság az  ófelnémet nyelvjárás írásbeli gyakorlatára jellemző, feltevések szerint ez származhat bármely közreműködőtől is, aki a lázári kézirat nyomtatásra való előkészítésében részt vett. Ugyanakkor egyes településnevek írásánál nyelvjárási szokást is megörökített Lázár deák, például az „i” hang jelölésében: a Kézdi helynevet Kyzdy alakban találjuk a térképen.

## Külső hivatkozások
- Az Országos Széchényi Könyvtár Lázár térképről szóló tematikus oldala
- Lázár térképe és változatai
- Lázár deák